# Бугринский солодовенный завод
Бугринский солодовенный завод Российского торгово-промышленного товарищества Ульман и Шевес — завод, построенный в 1910 году в селе Бугры на территории современного Кировского района Новосибирска. Первая в Сибири механическая солодовня. Памятник архитектуры регионального значения.

## История
Завод был построен в 1910 году между рекой Тулой и Бугринской рощей. 1 июля 1911 года была зарегистрирована фирма «Бугринский солодовенный завод Российского торгово-промышленного товарищества Неэр, Ульман и Шевес». После смерти участника товарищества Неэра был создан новый договор который был заключён 22 января 1912 года в Мюнхене у королевского нотариуса, а копию документа зарегистрировали в том же году — 19 сентября в Новониколаевской городской управе. По условиям нового договора компания стала называться «Бугринский солодовенный завод Российского торгово-промышленного товарищества Ульман и Шевес».
Австрийский подданный М. А. Шевес и оптовый мюнхенский торговец Б. Ульман входили в фирму с капиталом 20 тысяч рублей пассива и 65,8 тысяч рублей актива у каждого и обладали правами полных товарищей. По договору компания могла действовать 20 лет, также предусматривалась возможность продления контракта.
4 февраля 1926 года солодовенный завод стал частью пивоваренного предприятия «Вена».

## Здание солодовни
Кирпичное здание солодовни — единственное сохранившееся сооружение Бугринского завода, его юго-восточный фасад обращён к Пригородной улице, северо-восточный — к улице Социалистической.
Здание образуют два объёма: высотный и двухэтажный. Вертикальный объём образован из разновысотных частей, одна из них достигает 20 м, в ней находились машинное отделение и сушильня.
С северо-запада к вертикальному объёму примыкает склад, называемый солодовней № 2, с юго-восточной стороны — воссозданная в 2000 году одноэтажная пристройка (солодовня № 1).
Здание стоит на бутовых ленточных фундаментах. Под складом и частью башни находится подвал. Складское здание перекрыто двускатной крышей, высотный объём — односкатной.
Наиболее всего декорирована высотная часть со стороны главного (северо-восточного) фасада. В уровне пятого этажа здания украшают элементы килевидного очертания. Карниз декорирован кронштейнами.
С двух сторон круглого профилированного окна размещается надпись «1900 год». Вероятно, что дата означает начало сотрудничества Б. Ульмана и М. Шевеса, которые объединили свои силы в «Российском торговопромышленном товариществе» и на деньги которых началось возведение солодовни.
Сохранилась часть парапетных столбиков с колонками. Окна в высотной части (как и их сандрики) с лучковыми завершениями. Фасады украшают пилястры и лопатки.
Ранее на крыше находилась 9-метровая труба, впоследствии разобранная.
Здание солодовенного завода представляет собой памятник истории промышленного развития.

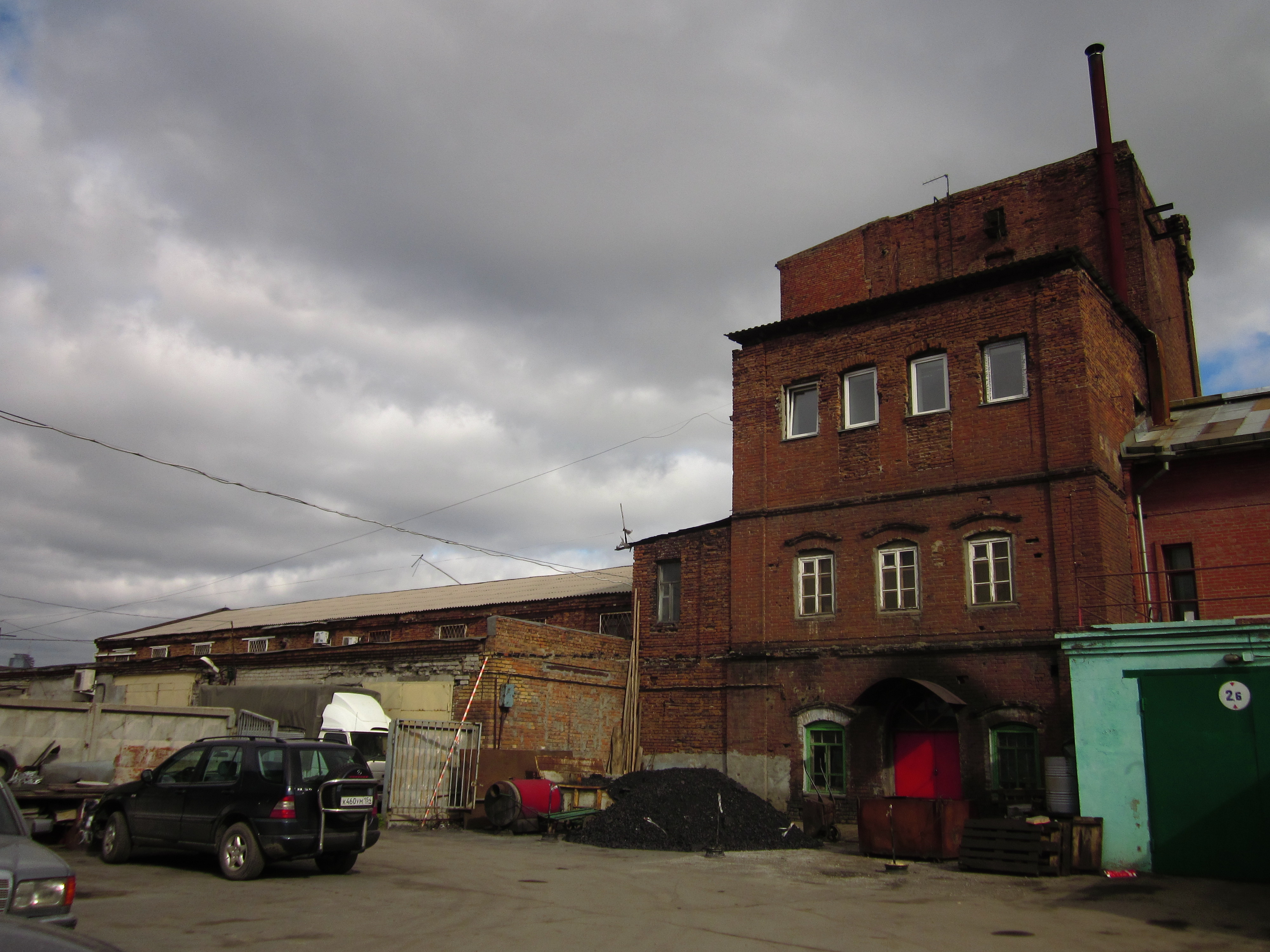
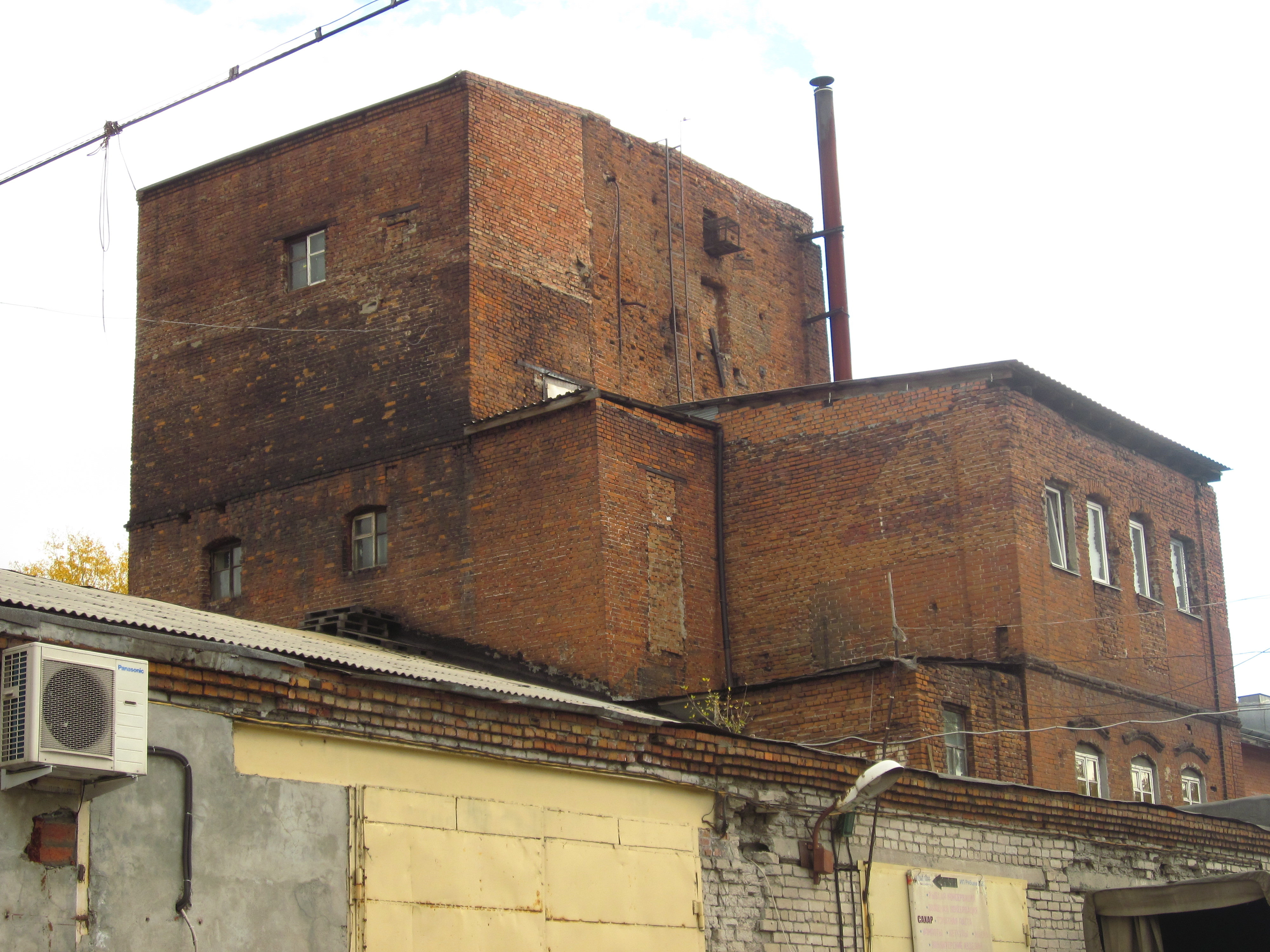
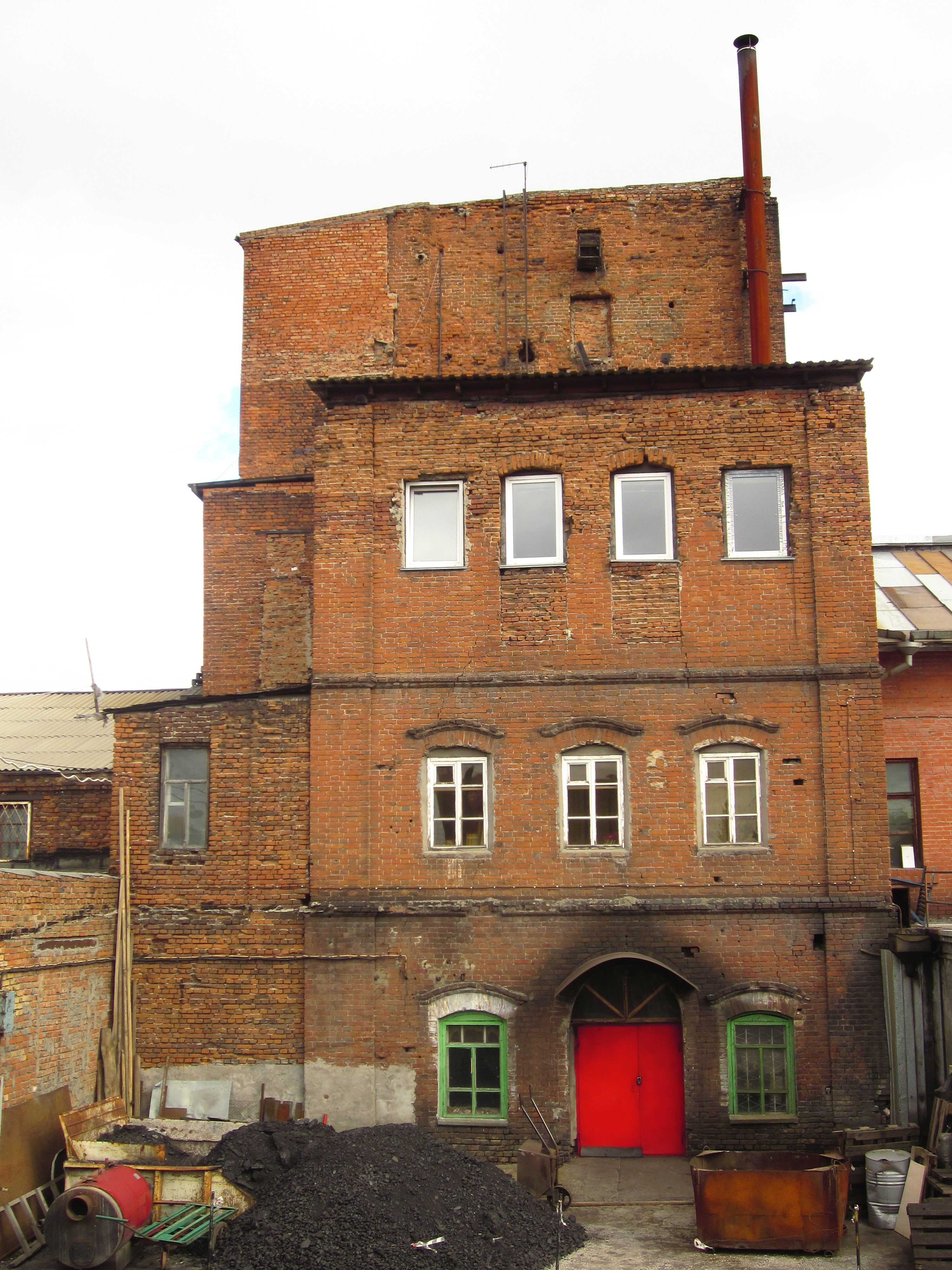